# Реформа
Рефо́рма (лат. reformare — преобразовывать) — некардинальное, нефундаментальное (в отличие от революции) изменение правил в одной из сфер жизни общества, не затрагивающее функциональных основ, или преобразование, вводимое законодательным путём.
В частности, процесс преобразования государства, страны (края, региона) и общества начинаемый властью по какой-либо необходимости, или изменение церковных порядков, языка богослужения и т.д. (см. Протестантская реформация и Реформация в Англии). Конечная цель любой реформы — укрепление и обновление их источника. Однако, не всегда реформа несёт за собой улучшение уровня жизни, сокращение государственных расходов и увеличение доходов.
Реформа может трактоваться как «re-» и «form», то есть изменение формы, изменение содержания или сути чего-либо (какого-то объекта реализации реформы). Реформа предполагает существенные изменения в механизме функционирования объекта, возможна смена основополагающих принципов, ведущих к принципиально новому результату и получению принципиально нового объекта. Не стоит путать понятия «реформа» и «усовершенствование» или «модернизация». Реформа в таком случае, по сути, коренной перелом устоявшихся процессов, традиций и т. д. Именно такая, более жёсткая трактовка понятия «реформа», используется в историческом аспекте: Отмена крепостного права, Столыпинская аграрная реформа, Реформа русской орфографии 1918 года, реформа РАН и т. д.
«Реформистское изменение есть такое, которое не подрывает основ власти господствующего класса, будучи лишь уступкой его, при сохранении его господства. Революционное подрывает основу власти» (Ленин).

## Известные реформы
- Отмена крепостного права
- Столыпинская аграрная реформа
- Реформа русской орфографии 1918 года
- Косыгинская реформа 1964
- Перестройка — цикл реформ с 1986 по 1991 годы
- Реформа российской экономики в 1990-е годы
- Введение единой валюты Евро на территории Европейского союза

Реформы, снижающие уровень жизни
- Увеличение возраста для получения пенсии
- Увеличение рабочего дня
- Сокращение пособий по безработице, объёма бесплатных медицинских услуг, бесплатного образования
- Увеличение налогов

## Известные реформаторы
Реформа́тор — человек, проводящий реформы.

### Российские
- Пётр I Великий
- Екатерина II
- Сперанский, Михаил Михайлович
- Александр II
- Витте, Сергей Юльевич
- Столыпин, Пётр Аркадьевич
- Косыгин, Алексей Николаевич
- Ельцин, Борис Николаевич
- Гайдар, Егор Тимурович

### Мировые реформаторы
- Мартин Лютер
- Мустафа Кемаль Ататюрк
- Ли Куан Ю
- Джавахарлал Неру
- Дэн Сяопин